# 矢部祐一
矢部 祐一（やべ ゆういち、1946年8月24日 - 2011年4月3日）は、福島県出身の元プロ野球選手（内野手）。

## 来歴・人物
田村高校では投手で四番打者。1964年夏の甲子園県予選を勝ち抜き、東北大会準決勝に進出するが、加藤俊夫らがいた仙台育英に敗退。
高校卒業後はオール常磐（旧常磐炭鉱）に進み、バッティングを買われ三塁手に転向した。1966年の都市対抗で準々決勝に進出するが、日本石油の平松政次に抑えられ敗退。1968年の都市対抗では、富士鉄釜石に補強されて出場した。ノンプロでの通算成績は37試合、144打数48安打、打率.333、10本塁打。チームメートに阿部良男がいた。
1967年のドラフト会議で南海ホークスから7位指名を受けるが拒否。翌1968年のドラフト会議で読売ジャイアンツから3位指名を受け入団。ジャイアンツでは1970年のジュニアオールスターにも選出されるが、在籍4年で一軍出場は5試合に終わる。
1972年オフに第3回選抜会議（トレード会議）の対象となり、大洋ホエールズに移籍。ここでは在籍2年で一軍出場はなく、1974年に引退した。その後は大洋でスコアラーも務めた。
2011年4月3日午後2時51分、食道がんのため東京都多摩市の病院で死去。64歳没。

## 詳細情報

### 年度別打撃成績
| 年 度     | 球 団     | 試 合 | 打 席 | 打 数 | 得 点 | 安 打 | 二 塁 打 | 三 塁 打 | 本 塁 打 | 塁 打 | 打 点 | 盗 塁 | 盗 塁 死 | 犠 打 | 犠 飛 | 四 球 | 敬 遠 | 死 球 | 三 振 | 併 殺 打 | 打 率 | 出 塁 率 | 長 打 率 | O P S |
| --------- | --------- | ----- | ----- | ----- | ----- | ----- | -------- | -------- | -------- | ----- | ----- | ----- | -------- | ----- | ----- | ----- | ----- | ----- | ----- | -------- | ----- | -------- | -------- | ----- |
| 1970      | 巨人      | 2     | 0     | 0     | 0     | 0     | 0        | 0        | 0        | 0     | 0     | 0     | 0        | 0     | 0     | 0     | 0     | 0     | 0     | 0        | ----  | ----     | ----     | ----  |
| 1972      | 巨人      | 3     | 1     | 1     | 0     | 0     | 0        | 0        | 0        | 0     | 0     | 0     | 0        | 0     | 0     | 0     | 0     | 0     | 0     | 0        | .000  | .000     | .000     | .000  |
| 通算：2年 | 通算：2年 | 5     | 1     | 1     | 0     | 0     | 0        | 0        | 0        | 0     | 0     | 0     | 0        | 0     | 0     | 0     | 0     | 0     | 0     | 0        | .000  | .000     | .000     | .000  |

### 記録
- 初出場：1970年10月3日、対中日ドラゴンズ22回戦（中日球場）、9回表に森昌彦の代走として出場
- 初打席：1972年5月12日、対大洋ホエールズ6回戦（川崎球場）、坂井勝二の前に凡退
- 初先発出場：1972年5月14日、対大洋ホエールズ7回戦（川崎球場）、8番・三塁手で先発出場

### 背番号
- 2 （1969年）
- 57 （1970年 - 1974年）